# Dodge City
Dogde City – miasto w stanie Kansas, w Stanach Zjednoczonych, słynne z domniemanych pojedynków rewolwerowców Dzikiego Zachodu, jak i z tego, że służyło i służy jako główny terminal kolejowy spędu czy przewozu bydła. Powoduje to niesamowite, wręcz porażające nieprzystosowanych przyjezdnych natężenie swędu w okolicznym powietrzu. Nie jest to jednak – jak się powszechnie sądzi – zapach metanu, ponieważ metan jest gazem bezwonnym.

## Idiom
Słynne amerykańskie idiomatyczne powiedzenie, get out of Dodge (o reperowaniu czy wynoszeniu się skądkolwiek), odnosi się do domniemanego szeryfa ewakuującego miasto Dodge przed przyjazdem bandytów, czy wyniesienia się bandytów za sprawą cnotliwego szeryfa, jak kto woli.

## Historia
Zanim przyjęło swoją dzisiejszą nazwę, osiedle to nosiło nazwę Fort Mann. Zbudowane zostało w 1847 roku jako miejsce postojowe dla osadników ciągnących Szlakiem Santa Fe. Fort Mann został zniszczony po najeździe Indian w 1848. W 1850 roku przybyła armia amerykańska, i aby przywrócić ochronę rejonowi, zbudowała na ruinach Fort Atkinson. W 1853 fort został opuszczony, a jednostki przesiedlono do Fortu Larned. Po rozpoczęciu wojen indiańskich w 1865 skonstruowano Fort Dodge, który miał wspierać Fort Larned w odpieraniu ataków na Szlaku Santa Fe.

Początki Dodge City są dość mizerne- w roku 1871, rancher Henry J. Sitler zbudował chatę z torfu na zachód od fortu. Jej wygodne położenie przy szlaku oraz w pobliżu rzeki Arkansas spowodowało, że chata Sitlera stała się przystankiem w podróży na zachód. Od roku 1872, wraz ze zbliżającą się linią kolejową Santa Fe, wielu podróżnych osiadało w pobliżu fortu. Tego samego roku osadnicy oficjalnie powołali miasto Dodge do istnienia. Pierwszy saloon znajdował się w namiocie i był prowadzony przez George'a M. Hoovera. Mieszkańcy trudnili się głównie handlem skórami i kośćmi bizonów. Gdy pojawiła się kolej, miasto było gotowe, by służyć jako stacja przeładunkowa dla bydła.